# Suwon World Cup Stadium
Suwon World Cup Stadium lub Big Bird Stadium – stadion piłkarski położony w koreańskim mieście Suwŏn. Spotkania domowe rozgrywa na nim klub K-League, Suwon Samsung Bluewings.

## Historia
Stadion został otwarty w 2001 roku. Posiada 43 288 miejsc siedzących. Rozegrane zostały na nim cztery mecze Mistrzostw Świata 2002:
Mecze fazy grupowej:
- 5 czerwca:  Stany Zjednoczone 3 : 2 Portugalia
- 11 czerwca:  Senegal 3 : 3 Urugwaj
- 13 czerwca:  Kostaryka 2 : 5 Brazylia

Mecz 1/8 finału:
- 16 czerwca:  Hiszpania 1 : 1 Irlandia  (Hiszpania zwyciężyła 3:2 w rzutach karnych)

## Szczegóły
- Nazwa: Suwon World Cup Stadium
- Pojemność: 43 288
- Gospodarz: Suwon Samsung Bluewings
- Ukończenie budowy: maj 2001
- Miejsce: Suwŏn, Korea Południowa
- Powierzchnia stadionu: 66 595 m²
- Całkowity obszar: 425 000 m²